# Причард, Эдвард
Эдвард Уильям Причард (6 декабря 1825 года — 28 июля 1865 года) — английский врач, который был осуждён за убийство своей жены и тёщи путём отравления. Он также подозревается в третьем убийстве, но никогда не обвинялся в этом преступлении. Он был последним человеком, публично казнённым в Глазго.

## Биография
Причард родился 6 декабря 1825 года в Хэмпшире. Его отец Джон Уайт Притчард имел звание капитана. Сам Эдвард позже утверждал, что учился в Лондоне, в Королевском медицинском колледже и окончил его в 1846 году. Проходил службу в Королевском флоте. Там он работал ассистентом хирурга на линейном корабле. Около 4 лет Причард работал на разных судах, путешествующих при этом по всему миру. Закончив свои путешествия он оказался в городе Порстмут. Там Эдвард познакомился с Мэри Джейн Тейлор, дочкой пенсионера, в прошлом успешного поставщика тканей. В 1851 году они поженились. Мэри родила ему 5 детей. Причард работал врачом общей практики в Йоркшире. Некоторое время жил с женой в Ханманби. Там он вступил в масонскую ложу, и уже в 1857 году получил степень Мастера королевской ложи. Причард написал нескольких книг о своих путешествиях и о гидротерапии. Он также писал статьи для медицинского журнала. В 1859 году Эдвард попал в долговую яму, чтобы спасти положение он переехал в Глазго.
В 1863 году в доме Причардов в Глазго произошел сильный пожар. В огне погибла молодая служанка. Пожар начался в её комнате, девушка не пыталась выбежать оттуда. Предполагалось, что она либо была без сознания, возможно под действием наркотических средств, либо к тому моменту уже была мертва. Прокурор, занимавшийся делом Причарда, не счёл случай подозрительным. Но уже в 1865 году Причард отравил свою тещу, 70-летнюю Джейн Тейлор. От отравления она скончалась 28 февраля того же года. А уже 18 марта при похожих обстоятельствах умерла и его жена. Причарда стали подозревать в убийстве.
В полицию пришло анонимное письмо, в котором утверждалось, что Причард убил своих домочадцев. Это стало поводом для эксгумации обоих тел. Экспертиза показала, что в организме была обнаружена сурьма. Причард был арестован. Мотивом, по версии обвинения, был роман с работавшей в доме ещё одной горничной. Сам же Причард утверждал, что горничная сама пыталась его отравить. Суд продолжался 5 дней и закончился смертным приговором. Причард был повешен 28 июля 1865 года в 08:00 утра, в парке Глазго Грин.

### В массовой культуре
- Шерлок Холмс упоминает Причарда в рассказе Конан Дойла «Пёстрая лента»:

Когда врач совершает преступление, он опаснее всех прочих преступников. У него крепкие нервы и большие знания. Палмер и Причард были лучшими специалистами в своей области. Этот человек очень хитер, но я надеюсь, Ватсон, что нам удастся перехитрить его. Сегодня ночью нам предстоит пережить немало страшного, и потому, прошу вас, давайте пока спокойно закурим трубки и проведем эти несколько часов, разговаривая о чем-нибудь более весёлом.